# 抗倭英雄戚继光
《抗倭英雄戚继光》 是一部2015年制作的中国大陆历史战争剧，导演是李惠民，主演是朱晓渔、李立群、颜丹晨、吕一、邵峰、于荣光、倪大红。2015年12月24日在中国中央电视台综合频道首播。

## 剧情
明朝嘉靖年间，海盗汪直重金购买日本浪人充当倭寇，骚扰东南沿海边疆，朝廷屡次出兵围剿都没有效果，最终在戚继光的努力之下，平定海疆。

## 演出
| 演员     | 角色     | 备注 |
| 朱晓渔   | 戚继光   |      |
| 李立群   | 胡宗宪   |      |
| 倪大红   | 严嵩     |      |
| 于荣光   | 俞大猷   |      |
| 颜丹晨   | 王昱竹   |      |
| 吕一     | 沈黛云   |      |
| 贾乃亮   | 唐献之   |      |
| 于震     | 戚景通   |      |
| 邵峰     | 徐渭     |      |
| 何冰     | 嘉靖皇帝 |      |
| 金珈     | 杨文     |      |
| 董可飞   | 胡守仁   |      |
| 王朔     | 谭纶     |      |
| 王尧     | 汪直     |      |
| 三浦研一 | 长谷勘助 |      |

## 制作
香港导演李惠民曾执导电影《新龙门客栈》和《笑傲江湖》。编剧陈汗曾执笔电影《赤壁》和《孔子》的剧本，汪海林曾担任电视剧《铁齿铜牙纪晓岚》和《楚汉传奇》的编剧。美术指导是金鸡奖最佳美术得主钱运选。海船和大炮是按照一比一比例制作。参演的群众演员多达4.5万人。2014年12月17日，剧组在浙江省临海市开机。

## 评价
文艺评论家李准赞美该剧：“人物形象生动，故事叙述角度新鲜。”
《人民日报》评论部主任刘玉琴说：“《抗倭英雄戚继光》是用优秀的作品鼓舞人，用中国故事来凝聚中国力量，用自己独有的民族英雄爱国主义精神和资源来讲述我们自己的中国故事。”